# Sixiangkou (meteoryt)
Sixiangkou (inne nazwy: Sixiangzhen, Taizhou) – meteoryt kamienny należący do chondrytów oliwinowo-hiperstenowych L 5, którego spadek  nastąpił około godziny 21.50 15 sierpnia 1989 w chińskiej prowincji  Jiangsu. Po upadku znaleziono cztery kamienie (300 g, 205 g, 75 g, 50 g). Meteoryt Sixiangkou jest jednym z jedenastu zatwierdzonych meteorytów znalezionych w tej prowincji.